# Eremica
Eremica is een geslacht van vlinders van de familie dominomotten (Autostichidae), uit de onderfamilie Symmocinae.

## Soorten
- E. molitor (Walsingham, 1905)
- E. saharae Walsingham, 1904